# Інаґі (титул)
Інаґі, Інакі (яп. 稲置) — останній титул у системі «вісьмох кабане» ранньосередньовічної Японії, якими імператорський двір наділяв представників шляхетських родів. Поширений був у періоди Асука, Нара й на початку періоду Хейан. Відповідав титулу ідальго (шляхтича, шевалье) середньовічної Європи.

## Характеристика
Спочатку існував як поєднання титулу і посади в державі Ямато. Відповідник повітового пана, потім повітового начальника, з V ст.— очільника групи або великого селища (села). З посиленням та розширенням держави імаґі стали позначати коморників, що відповідали переважно за збереження рису на місцях. У системі удзі-кабане надавався переважно чиновникам, що відповідали за збір натуральних податків, переважно рисом.
З реформою 684 року, яку провів імператор Темму, імаґі отримало статус титулу, який надавався дрібним місцевим кланам як ознака належності до шляхетського стану, відмінність від простолюдинів. Водночас відбило захоплення імператора даосизмом, оскільки написання відповідало терміну «даочжі» (наставник). За доби Хейан цей титул (разом з іншими кабане) втратив політичне значення й став почесним додатком до імені чиновників 7 рангу.